# Поезд (фильм, 1973)
«Поезд» (фр. Le Train) — кинофильм, экранизация одноимённого романа Жоржа Сименона.

## Сюжет
В мае 1940 года переполненный поезд везёт беженцев из французской деревни, расположенной неподалёку от бельгийской границы. Люди бегут от наступающих немецких войск. Среди пассажиров — Жюльен, близорукий ремонтник радиоприёмников, его беременная жена и дочь. Женщины размещаются в вагоне для женщин, находящемся в голове состава, тогда как Жюльену удаётся занять место лишь в скотном вагоне в хвосте поезда. Там его внимание привлекает загадочная и красивая молодая женщина, путешествующая одна.
На одной из станций состав расцепляют, и Жюльен оказывается отрезанным от жены и дочери. Его часть поезда медленно продолжает путь по охваченной войной Франции, подвергаясь бомбардировкам и пулемётным обстрелам со стороны немецкой авиации. Постепенно между Жюльеном и молчаливой попутчицей устанавливаются близкие отношения, перерастающие в любовную связь. Он узнаёт, что её зовут Анна, она — немка еврейского происхождения, а её мужа два года назад арестовали нацисты.
Когда поезд прибывает в Ла-Рошель, Жюльен достаёт для Анны новые документы, представив её своей женой. Однако вскоре он обнаруживает, что его настоящая жена и дочь уже находятся в местной больнице, где она родила их сына. Поняв это, Анна молча покидает станцию, проходя мимо насмешливо свистящих немецких солдат.
Три года спустя Жюльен живёт с семьёй в своей деревне. Его вызывают в полицейский участок: арестована еврейка из движения Сопротивления с поддельными документами, выданными в Ла-Рошели на имя его жены. Жюльен отрицает свою причастность, но затем инспектор вызывает саму женщину. Некоторое время они делают вид, что незнакомы, но затем Жюльен в последний раз безмолвно касается её рукой.

## В ролях
- Роми Шнайдер — Анна
- Жан-Луи Трентиньян — Жюльен
- Режин Зильберберг — Жули

## Технические данные
- Цветной, звуковой
- Премьера: 31 октября 1973 (Франция)